# Baumann Brigadier
Le Baumann Brigadier était un avion bimoteur américain de transport léger à hélice propulsive dont trois exemplaires seulement furent construits. Cet appareil est surtout connu pour avoir servi de base au Custer CCW-5 (en) et peut-être au Piper Apache.

## Origine
En 1945 Jack Baumann quitta Lockheed Aircraft Company et créa une nouvelle Baumann Aircraft Corporation à Pacoima, un quartier de Los Angeles. Il dessina alors un bimoteur de construction entièrement métallique destiné au transport d’affaires. Cet appareil à aile haute cantilever et train tricycle escamotable avait la particularité d’être équipé d’hélices propulsives, les moteurs étant montés en nacelles sur l’aile cantilever.

## Versions
- B-250 Brigadier : Aménagé pour un pilote et quatre passagers, le prototype (NX30025) prit l’air le 20 juin 1947, entrainé par deux moteurs Continental de 125 ch, d’où la désignation de B-250. Piper Aircraft, chez qui Jack Baumann avait travaillé avant la Seconde Guerre mondiale, s’intéressa à l’appareil, souhaitant produire une version à moteur tractif. La firme de Lock Heaven acheta donc le prototype et les plans et rebaptisa le bimoteur Piper PA-21[2]. Selon certaines sources le PA-21 aurait servi de base au développement du Piper Apache[3], d’autres sources[2] affirmant que les deux appareils n’ont rien de commun.
- B-290 Brigadier : Quoi qu’il en soit Jack Baumann poursuivit le développement de son bimoteur, réalisant un second prototype (N90616, c/n 102) équipé de moteurs 6 cylindres à plat Continental C-145 de 145 ch. Cet appareil reçut sa certification en 1952[4] et il semble qu’une production de série ait été envisagée[5]  sur la base d’un appareil par mois mais un seul exemplaire de série fut achevé[6]. En 1960 le prototype B-290 était encore visible sur Torrance Municipal Airport, en relativement bon état. Finalement cédé en 1970 au musée de l’EAA, il a été victime d’un accident aux mains d’un pilote peu expérimenté et radié le 2 février 1995. Le second B-290 construit reçut des moteurs Franklin 335 de 165 ch[6].
- B-360 Brigadier : Projet d’un modèle équipé de 2 moteurs Lycoming de 180 ch[7].
- B-480 Super Brigadier : Projet d’un modèle équipé de 2 moteurs Continental O-470 de 240 ch[7].

## Sources
1. ↑  Jane's All The World's Aircraft 1953-54
2. 1 2  Dan Schumaker
3. ↑  Aerofiles
4. ↑  Ed Coates
5. ↑  Popular Science avril 1949 p. 145
6. 1 2  Doug Robertson
7. 1 2  Flight, 10 octobre 1958 p.582